# Понкарале
Понкарале (итал. Poncarale) — коммуна в Италии, в провинции Брешиа области Ломбардия.
Население составляет 4135 человек, плотность населения составляет 345 чел./км². Занимает площадь 12 км². Почтовый индекс — 25020. Телефонный код — 030.
Покровителями коммуны почитаются святые Гервасий и Протасий, празднование 19 июня.